# インドネシア鉄道BB304形ディーゼル機関車
BB304形ディーゼル機関車（ビービー304がたディーゼルきかんしゃ、インドネシア語：Lokomotif BB304）は、インドネシアのディーゼル機関車。クルップ社が製造したM1500BB形の、クレタ・アピ・インドネシア（インドネシア鉄道会社、PT.KAI）における形式である。

## 概要
エンジン出力は 1,160 kW (1,560 hp)、重量は 52 トン (51 ロングトン、57 ショートトン) である。旅客列車または貨物列車の運行に使用される。最高速度120 km/h (33 m/s)で走行でき、B'B' 車軸がである。つまり、この機関車には 2 つの台車があり、各台車には互いに接続された 2 つの駆動車軸があります。
当形式は、BB301形の兄弟機であり「Krupp M1500BB」をベースに設計された。BB301形との違いとして、BB304形はすべて乗務員室へのドアに窓が付いており、側面には正方形状のラジエーターの冷却口が6つ設置されているのが特徴である。

## 歴史

### 導入初期（1976年 - 1995年）
BB304機関車は 1976年に11両、1984年に14両、合計25両が西ドイツから輸入された。当形式は、兄弟機であるBB301形とともに、運用開始以来、PJKA（現在のインドネシア鉄道会社）の最盛期にパラヒャンガン号やビマ号などの急行列車を牽引している。急行列車に牽引に使われていた要因として13トンと車軸荷重が軽いため、CC201形などの重量級の機関車が走行できない路線や区間では、BB304形によって運行されたためである。

### 定期運行終了まで（1995年 - 2017年）
1990年代に入ってから、BB304形の運行範囲は短距離及び中距離列車の牽引のみに用途が縮小された。当時のインドネシア鉄道会社（ペルムカ）社は、鉄道車両の保守費用を削減するため、新形式の機関車を導入する方針であったため、当形式の車両数は徐々に減少した。
タナアバン機関区に配置されたBB304形およびその他のBB級機関車は入換機として2011年まで使用されたが、最終的にはCC201形やCC203形が転属したため、BB級機関車で行っていた運用が置き換えられた。
しかし、タナアバン機関区に所属する BB304形1両が再整備が行われ、その後ジュンベル機関区に転属し、定期運行につくことが可能となった。当形式の大規模修繕の時期がきていたため、KAIポリシーによって再整備が実施された。具体的にはBB304形のエンジン部分を修理し、車体の塗装が変更された。さらに改修されたエンジン出力が(1,560 hp) から 1,340 kW (1,800 hp) に向上した。改修結果の成功をうけて、今後数年間で全てのBB304形の改修を進める予定である。
「BB304 23号機」は、以前はタナハバン機関区に配属されローカル列車が廃止されるまで牽引運用に就いていた。ペンゴク車両工場とボンバルディア・トランスポーテーションと共同で当機のエンジンの交換を実施し、「BB304 84 07R号機」へ改番され結果は満足にいくものであり、スマランまで補助機関車なしで正常に走行が可能であった。BB 304 23R号機は、ジャンベル機関区から500km離れたスマラン・ポンコル機関区に配置され、さらに「BB304 84 11号機」へ改番されている。
タナハバン機関区では、ディーゼル電気機関車の増備する方針であること、KAランサム号、パタスメラク号、ランカスジャヤ号、カリマヤ号、石炭貨物列車の需要を考慮して、2011年から残存していたBB304の一部が入換機となり、ローカル/急行旅客列車は、CC201形とCC203形、急行旅客列車と貨物列車は、CC206形に置き換えられた。ジャティネガラ車庫からタナアバン機関区へ転属した、CC201形が存在する。
現在もオリジナルの部品を使用して運行に就いてる車両は「BB304 18号機」と「BB304 06号機」のみであるが、「BB304 23R号機」のように大規模修繕が行われるのか、博物館へ保存されるのかはまだ疑問である。
CC201形と同年代に導入された当形式であるが、当時のペルムカ社とPT KA社がメンテナンスの運用コストの問題から電気式ディーゼル機関車へ統一する方針を固めたため、経年があまり立たないうちに共喰い整備が行われ次々と廃車となり最終的にほとんどが保留車となった。ジュンベル（JR）機関区に配置された「BB 304 23R（BB 304 84 11、以前の番号はBB 304 84 07R）号機」と、タナアバン（THB）機関区に配置された「BB 304 18（BB 304 84 03）号機」が、2018年の洪水対策のためにスマラン・ポンコル（SMC）機関区に移管された。
2023年3月11日に、「BB304 18（BB304 84 03）号機」は元タナアバン機関区から撤去され、現在は廃車となった。
注意：スマラン・ポンコルに配置された「BB 304 18号機」の場合、古いナンバープレートが取り付けられていたのは「BB 304 13号機」でした。「BB 304 13号機」は、BB 304 02とBB 304 09からの機器提供により、2018〜2019年に復活予定であった。この計画はCOVID-19によるパンデミックのために延期され、現在まで復活していない。

## 配置
| 配置場所           | 配置場所 | 車両番号                     |
| 機関区名           | 電報略号 | 車両番号                     |
| ------------------ | -------- | ---------------------------- |
| スマラン・ポンコル | SMC      | BB 304 23R (BB 304 84 11) SO |

## ギャラリー

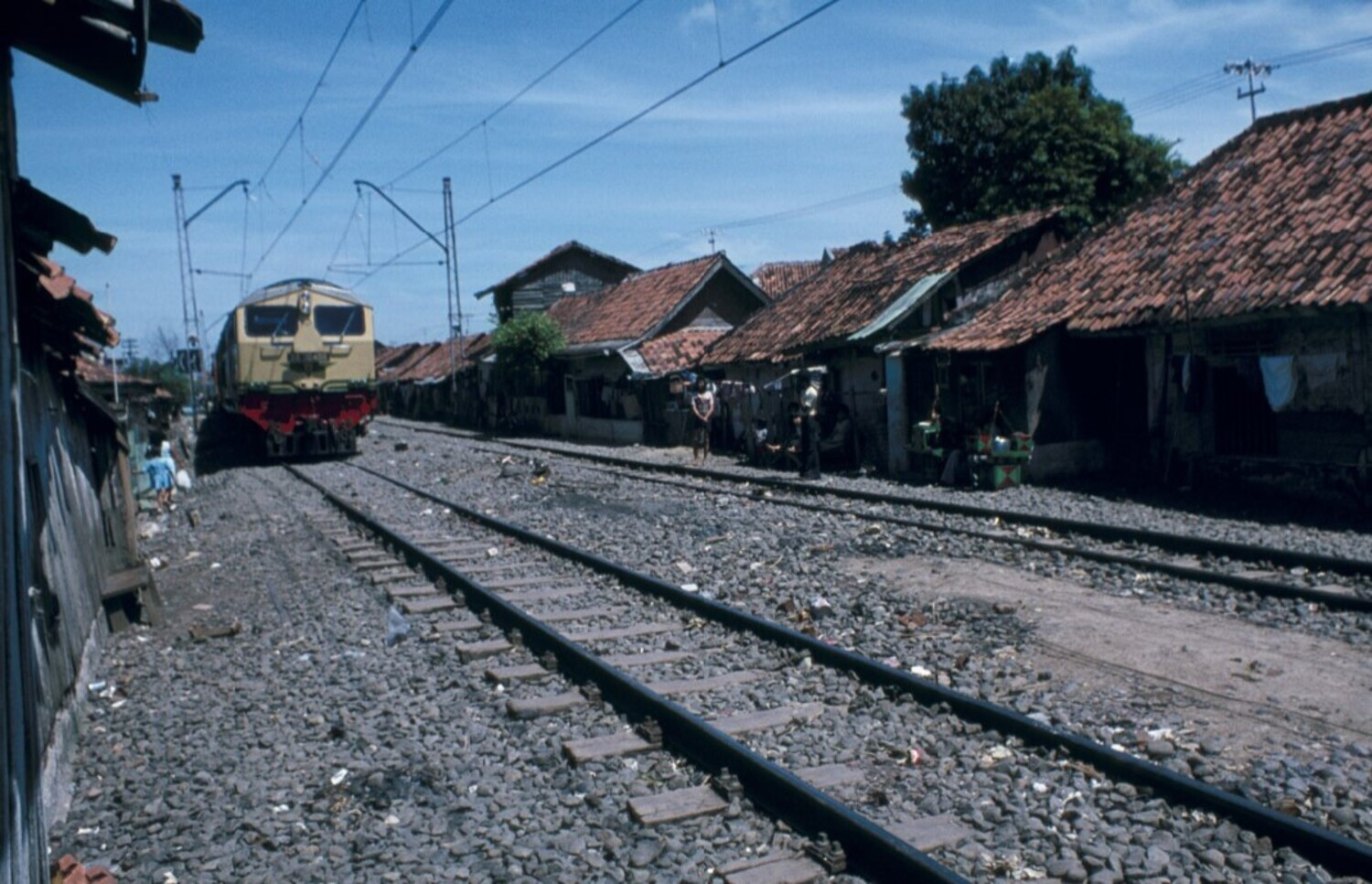
村を横断するBB304形（1977年）
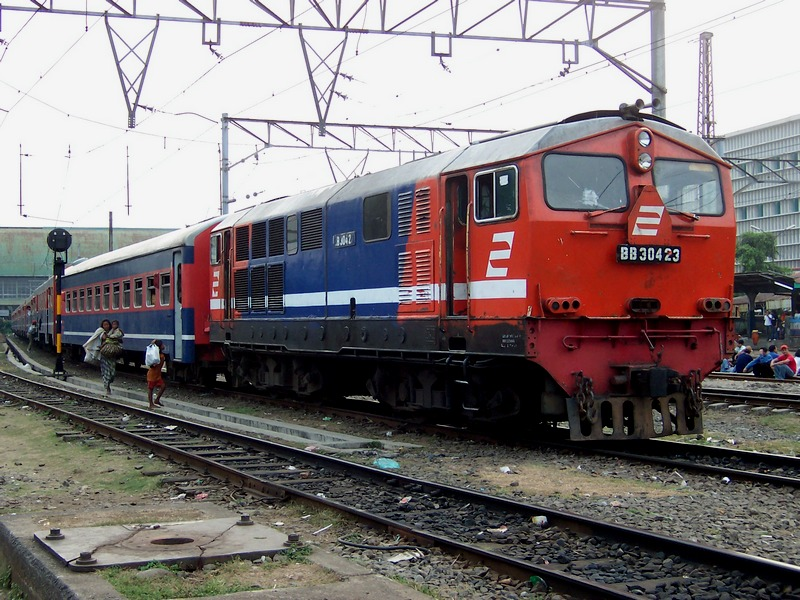
ジェンベル機関区に転属前される前のBB304 23号機（2004年）
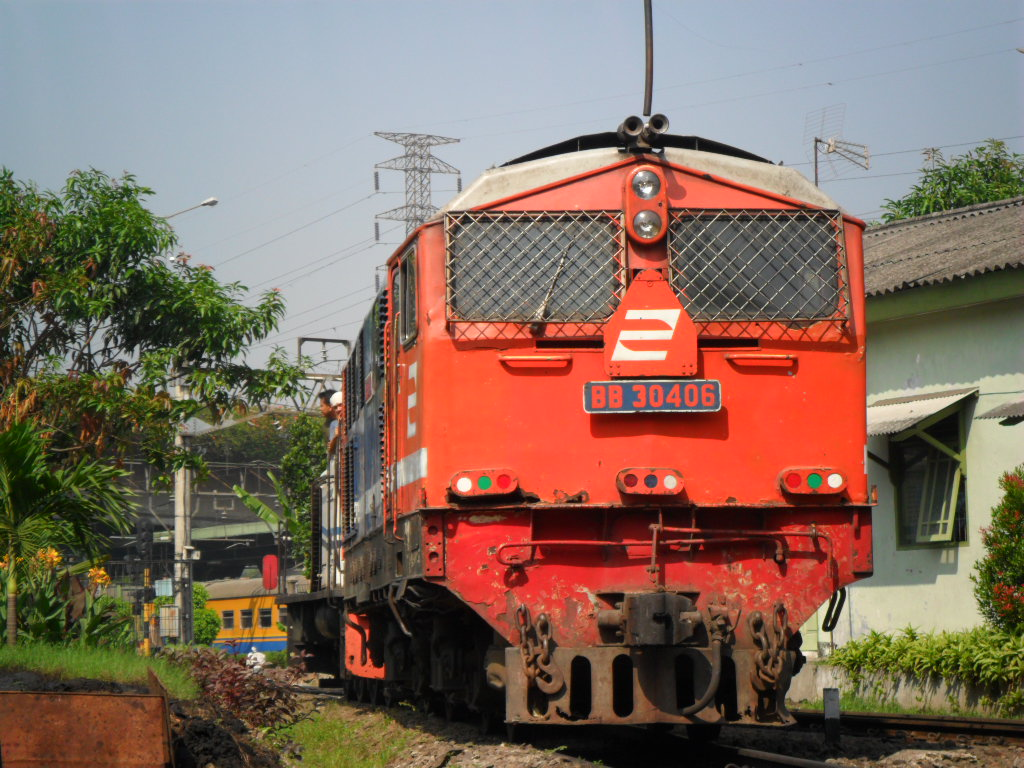
タナアバン機関区のBB304 06号機（2011年）
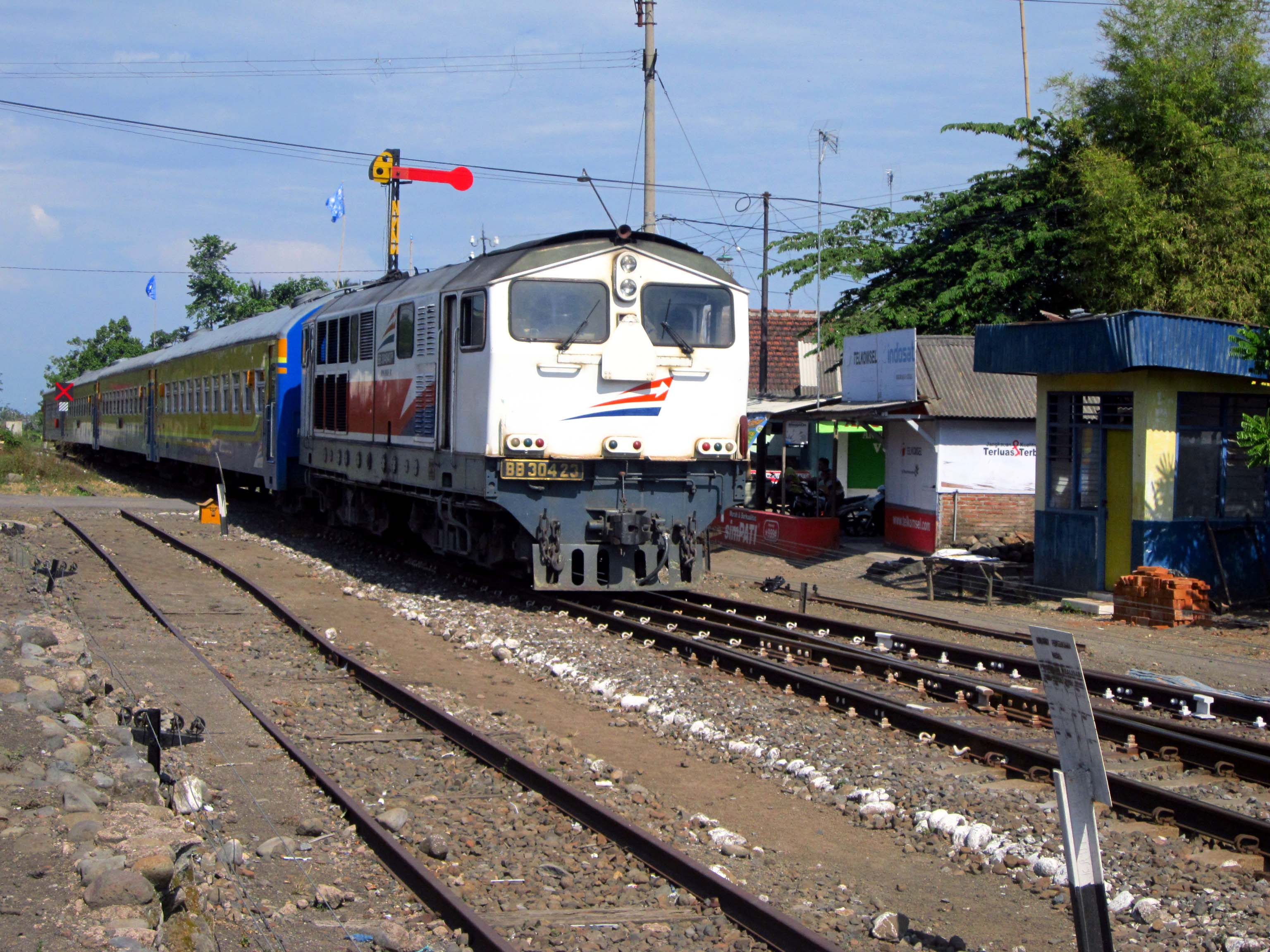
プロボワンギ号を牽引するBB304 23号機（2013年）
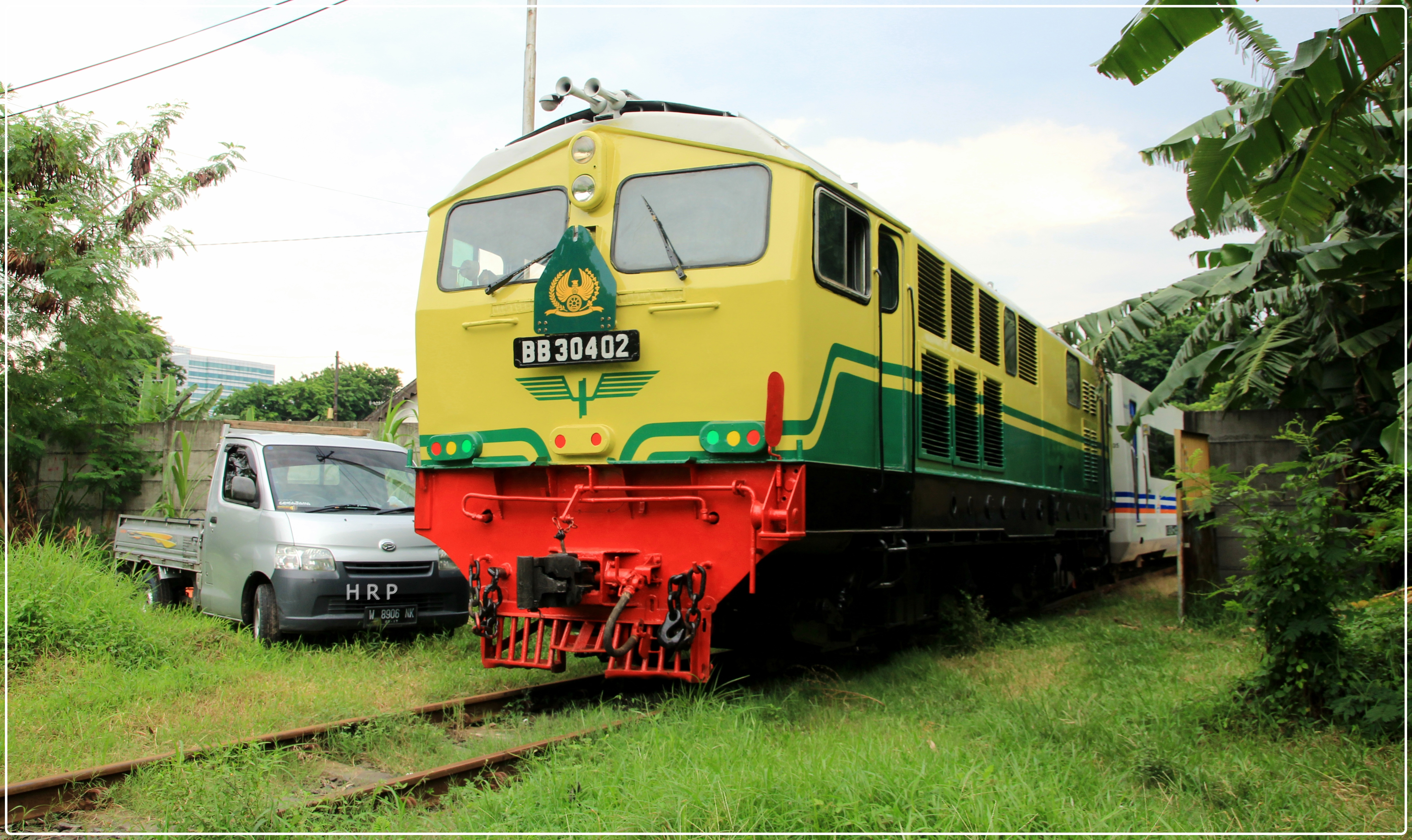
PJKA塗装に塗り替えられたスラバヤ車両工場配置のBB304 02号機（2016年）
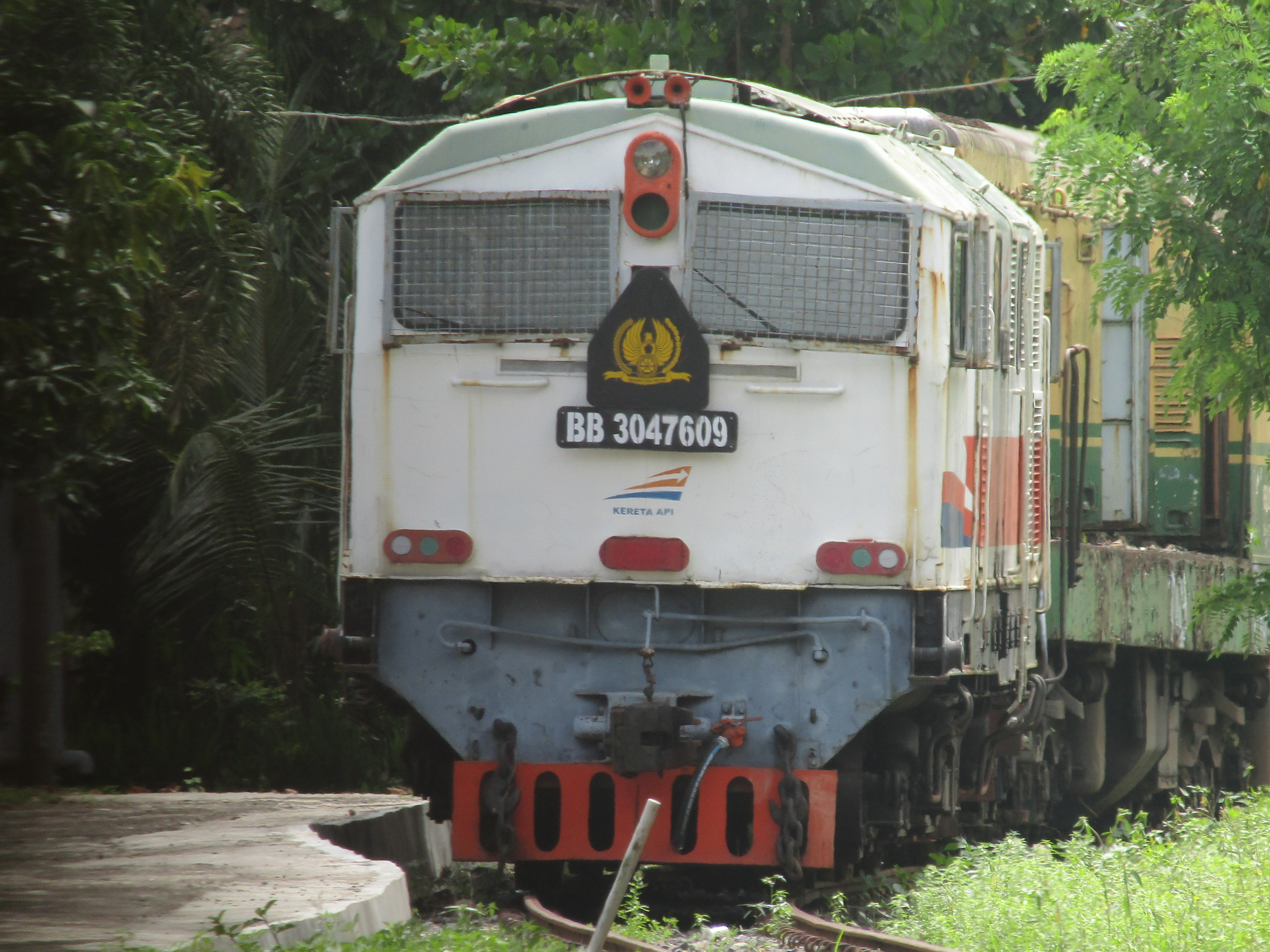
ジョグジャカルタ工場のBB304 76 09号機（2019年）